# Долгов, Виктор Алексеевич
Виктор Алексеевич Долгов — советский хозяйственный и политический деятель.

## Биография
Родился в 1926 году. Член КПСС.
Окончил Ленинградский кораблестроительный институт.
В 1954—1965 гг. — начальник технологического бюро на Ленинградском Металлическом заводе, начальник технического отдела Ленинградского совнархоза.
В 1965—1975 гг. — главный инженер завода «Экономайзер».
В 1975—1995 гг. — генеральный директор производственного объединения / АООТ «Компрессор».
Лауреат премии Совета Министров СССР, заслуженный машиностроитель РСФСР.
Под его руководством было совершено коренное перевооружение предприятия оборудованием, был создан специализированный участок обработки крупногабаритных деталей на станках с ЧПУ, было освоено серийное производство нового поколения поршневых компрессоров по усовершенствованной конструктивной схеме без традиционного кривошипно-шатунного механизма.
После распада СССР экспортные поставки завода благодаря активному участию Долгова составили 60 % общего объёма выпускаемой продукции.
Умер в 1995 году от черепно-мозговой травмы в результате нападения бандитов в собственной парадной.

## Награды
- Орден Ленина
- Орден Октябрьской Революции
- Орден Трудового Красного Знамени